# Piedade Coutinho
Piedade Coutinho Tavares da Silva (Rio de Janeiro, 2 de maio de 1920 — 14 de outubro de 1997) foi uma nadadora brasileira. Uma das maiores nadadoras da história da natação do Brasil, esteve em três finais olímpicas.
Nascida Piedade Coutinho Azevedo, ela mudou seu nome para Piedade Coutinho Tavares da Silva quando se casou.

## Trajetória esportiva
Começou a treinar natação em 1934, na recém-inaugurada piscina do Clube de Regatas Guanabara, levada pelo comandante Irineu Ramos Gomes.
Em 1935, o Campeonato Brasileiro e o Campeonato Sul-Americano, nos quais Coutinho participou e apareceu pela primeira vez no cenário internacional, foram realizados no Rio de Janeiro; ambos foram os primeiros eventos de natação com mulheres. O nível de competição foi bastante rudimentar e, sendo uma novata de 15 anos de idade, Coutinho não se destacou. A maior estrela brasileira foi Maria Lenk, que competira nos Jogos Olímpicos de Verão de 1932 e estava desenvolvendo o nado peito com recuperação dos braços para fora da água, o que daria origem ao nado borboleta.
Coutinho, que já era nadadora do Flamengo, melhorou no espaço de um ano, e bateu o recorde brasileiro nos 400 metros nado livre, garantindo sua participação nos Jogos Olímpicos de Verão de 1936, em Berlim.
Nas Olimpíadas de Berlim, Coutinho terminou em quinto lugar nos 400 metros livre, batendo o recorde sul-americano, resultado que somente seria igualado 68 anos depois por Joanna Maranhão. Foi a melhor posição em todos os tempos obtida pela natação feminina do Brasil em Jogos Olímpicos. Coutinho também nadou os 100 metros livre; ela terminou em oitavo lugar mas não alcançou a final porque, naquela época, apenas sete atletas iam para a disputa de medalhas.
Em 1937, Coutinho terminou o ano com o terceiro melhor tempo do mundo nos 400 metros livre e, em 1938, ela tinha dois recordes sul-americanos em estilo livre. Em 1940, Coutinho melhorou o recorde sul-americano dos 1500 metros livre e superou os recordes dos 500 metros, 800 metros e 1000 metros livre.
No Campeonato Brasileiro em 1941, em São Paulo, Coutinho ganhou os 100 metros livre com um tempo de 1m08s5, recorde brasileiro, e um dos melhores tempos do mundo na época, em uma prova na qual ela não era especializada. Com este tempo, ela teria sido finalista olímpica em 1936 e na próxima edição dos jogos, que ocorreria em 1948.
No Campeonato Sul-Americano de Natação de 1941, organizado em Viña del Mar, ela foi responsável por 50,5 pontos dos 174 pontos marcados pela equipe feminina do Brasil, que conquistou o título por países. Logo depois, Coutinho deixou a natação de competição para se casar e ter um filho mas, em uma decisão sem precedentes, ela voltou para a natação em 1943. Passou a treinar no Fluminense, com o técnico Cachimbau, um dos principais treinadores da época.
Coutinho continuou ganhando títulos brasileiros e sul-americanos e superando recordes. Em 1948, ela foi escolhida como melhor atleta do Brasil. Aos 28 anos, casada e considerada velha para o esporte, ela ainda estava quebrando paradigmas. 
Nas Olimpíadas de Londres 1948, Coutinho chegou a duas finais, terminando em sexto nos 400 metros livre e sexto nos 4 × 100 metros livre, juntamente com Eleonora Schmitt, Maria da Costa e Talita Rodrigues. Coutinho também nadou os 100 metros livre, não chegando à final. Para ela, no entanto, a final dos 400 metros livre não era um motivo de comemoração. Naquele ano, ela havia feito uma excepcional 5m20s3, suficiente para a medalha de prata olímpica. Mas as más condições de viagem para a Europa, alojamento e alimentação, e a perda de forma devido aos vários dias sem treinar por causa da longa viagem, teve o seu preço. Isso era típico do esporte brasileiro naqueles dias; condições semelhantes também custaram as medalhas à Maria Lenk e Manuel dos Santos.
Nos Jogos Pan-Americanos de 1951, em Buenos Aires (o primeiro Pan-Americano da história), ela ganhou duas medalhas de bronze, nos 400 metros livre e no revezamento 4 x 100 metros livre, junto com Idamis Busin, Ana Lúcia Santa Rita e Talita Rodrigues. Ela também terminou em 4º lugar nos 200 m livres.
Aos 32 anos de idade, nos Jogos Olímpicos de Verão de 1952 em Helsinque, ela nadou os 400 metros livres, mas não chegou à final.
Em sua carreira, Coutinho quebrou o recorde brasileiro dos 100, 200, 400, 800 e 1500 metros livres, e fez história na imprensa brasileira por ter sua foto publicada no jornal O Globo em 1936, a primeira telefoto na história da imprensa brasileira.

## Atividades após afastamento da natação competitiva
Depois de deixar a natação competitiva, Coutinho foi diretora de natação no Botafogo. Ela também começou um processo de recuperação para pessoas com deficiência; este interesse surgiu durante as Olimpíadas de 1936, quando ela visitou um hospital de Berlim que, através de natação, promovia a recuperação de crianças com deficiência. No final dos anos 50, fez campanha para a construção da Casa de Recuperação de Paralisia Infantil, onde desenvolveu atividades aquáticas. Ela continuou esse trabalho em Portugal, onde viveu por oito anos, e também em Brasília. 
Em 1983, Coutinho voltou para o Clube de Regatas Guanabara, onde ela começou a ensinar natação competitiva diária, dar aulas para os amigos e praticar pintura, seu hobby. 
Seu quinto lugar em 1936 manteve-se como melhor colocação olímpica entre as mulheres do Brasil até 1964, quando Aída dos Santos foi quarto lugar no salto em altura. Nos jogos pan-americanos, uma mulher brasileira só ganhou uma medalha individual na natação em 1971, com Lucy Burle, nos 100 metros borboleta. Nas Olimpíadas, o Brasil teve que esperar 68 anos para outra mulher se tornar uma finalista: Joanna Maranhão, nos 400 metros medley, em 2004. 